# Psautier d'Ingeburge
Le psautier d'Ingeburge est un manuscrit conservé au musée Condé de Chantilly. Datant du début du XIIIe siècle, il est composé de 197 feuillets, les 27 premiers comportant 51 miniatures. Il fut sans doute réalisé pour la reine de France, Ingeburge de Danemark.

## Historique du manuscrit

### Destinataire
Les désinences et certaines expressions montrent que le livre était destiné à une femme. Il s'agit sans doute d'Ingeburge de Danemark, femme de Philippe Auguste. Le calendrier comporte en effet trois mentions nécrologiques qui lui sont proches : l'une est consacrée à Éléonore de Vermandois, qui appartenait à l'entourage proche de la reine, la seconde au père d'Ingeburge, Valdemar Ier de Danemark et la troisième à sa mère, la reine Sophie. Le calendrier fait enfin mention de la victoire de son mari à la bataille de Bouvines, le 27 juillet 1214.

### Datation et commanditaire
Plusieurs dates ont été avancées pour la réalisation du manuscrit : Florence Deuchler a proposé la date du mariage avec Philippe Auguste en 1193, mais on voit mal son mari, qui l'a répudié le jour-même, lui offrir un manuscrit. Reiner Haussherr a repoussé la date à 1213, année de sa libération. François Avril avance la date à 1200-1201, se fondant sur la proximité du manuscrit avec un autre psautier provenant de Noyon (Getty Center, Ms.66). Il aurait été réalisé à Soissons à l'occasion d'un concile au cours duquel est tentée une réconciliation entre Philippe Auguste et Ingeburge. L'évêque de Soissons, Nivelon de Quierzy et Éléonore de Vermandois aurait été à l'initiative du manuscrit. Cependant, pour Patricia Stirnemann, le manuscrit date d'après la réconciliation des époux, entre 1214 et 1218. Les détails de la décoration, l'écriture utilisée et les nombreuses allusions dans le texte et l'iconographie à la réconciliation entre les époux confirme selon elle cette datation et une commande à l'initiative du frère d'Ingeburge, Valdemar II et sa femme Bérengère de Portugal.

### Parcours du manuscrit
À la mort de la reine en 1236, le manuscrit reste sans doute dans les collections royales, puisqu'une mention au revers d'un feuillet du calendrier datant du XIVe siècle indique « Ce psaultier fu saint Loys », soit Louis IX de France. Il est mentionné en 1380 dans l'inventaire des biens meubles de Charles V qui confirme cette propriété de saint Louis. Un autre inventaire de 1418 le mentionne encore au château de Vincennes, mais il est indiqué comme manquant dans l'inventaire de 1420. On ne retrouve sa trace qu'au début du XVIIe siècle en Angleterre. Un faussaire fait ajouter un historique falsifié en introduction pour expliquer son parcours pendant les trois siècles et son passage outre-manche. Il est alors rapporté en France par l'ambassadeur Pierre de Bellièvre qui le cède en 1649 à la famille de Mesmes. Celle-ci le conserve jusqu'au début du XIXe siècle. Il passe dans les mains à Anne-Jacques de Chastenet, comte de Puységur en 1812 puis par mariage au comte de Lignac. Ce dernier le vend au duc d'Aumale en 1892 pour 47 000 francs, sur les conseils de Léopold Delisle.

## Description

### Composition
Le manuscrit est composé de plusieurs parties distinctes :
- Divers ex-libris modernes, folios 1-3
- un calendrier en 6 feuillets, décorés de lettres d'or, noires et de couleur, f.3v.-9
- 27 feuillets comprenant 51 grandes peintures pleines pages représentant des scènes de l'Ancien et du Nouveau Testament, un feuillet ayant disparu, f.10v.-36
- le psautier proprement dit, décoré d'une grande initiale paginale et de 163 autres lettrines dans le texte, f.37v.-173
- des cantiques bibliques, f.173v-187
- les litanies, f.188-190
- plusieurs prières, f.191v.-200

Selon Patricia Stirnemann, le copiste est le même que celui à l'œuvre dans le psautier de Blanche de Castille, probablement réalisé quelque temps après celui d'Ingeburge. Il pourrait s'agir d'un copiste anglais venu travailler à Soissons ou Noyon.

### Reliure
Le manuscrit est doté d'une reliure de maroquin du Cap datée du milieu du XVIIe siècle et décorée d'or. Elle est recouverte d'une couvrure de soie violette datée du XIXe siècle, restaurée en 2022, qui contient sur le plat supérieur la mention, brodée au fil d'or : « Ce psautier fu saint Loys ». Le manuscrit conserve encore ses tranches peintes de l'époque médiévale. Sa boite de conservation en bois et garnie de soie conçue pour sa conservation dans le cabinet des livres du château par le duc d'Aumale a été remplacée par une boite en carton neutre.

### Décorations
Le manuscrit contient 27 miniatures sur fond d'or, dont 4 à pleine page, 22 en deux compartiments et une en trois, soit 51 scènes différentes. Chacune est accompagnée d'une légende écrite en français en lettres d'or. Les folios 10v à 13 représentent des scènes de l'Ancien Testament. Le folio 14 représente l'arbre de Jessé, les folios 15 à 34 représentent des scènes du Nouveau Testament. Les folios 35v et 36 représentent des scènes de la vie de saint Théophile.

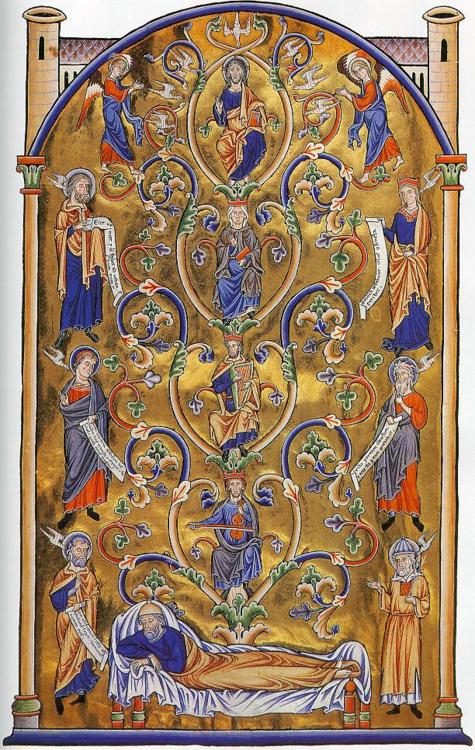
Arbre de Jessé, f.14.
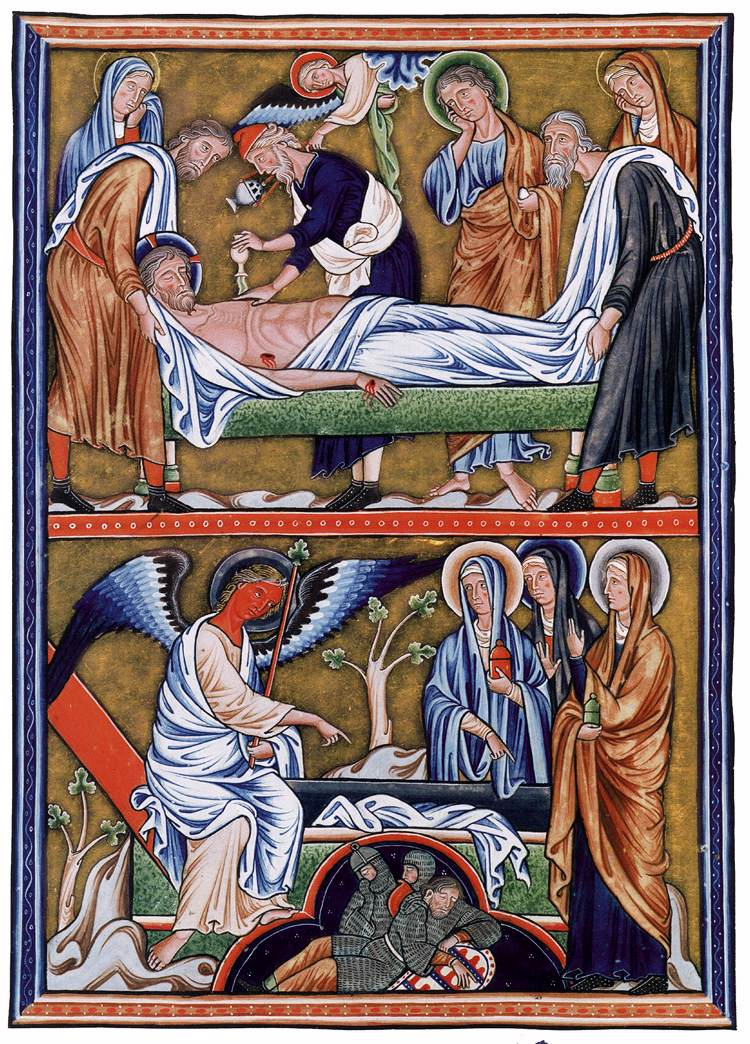
La Mise au tombeau, f.28v.
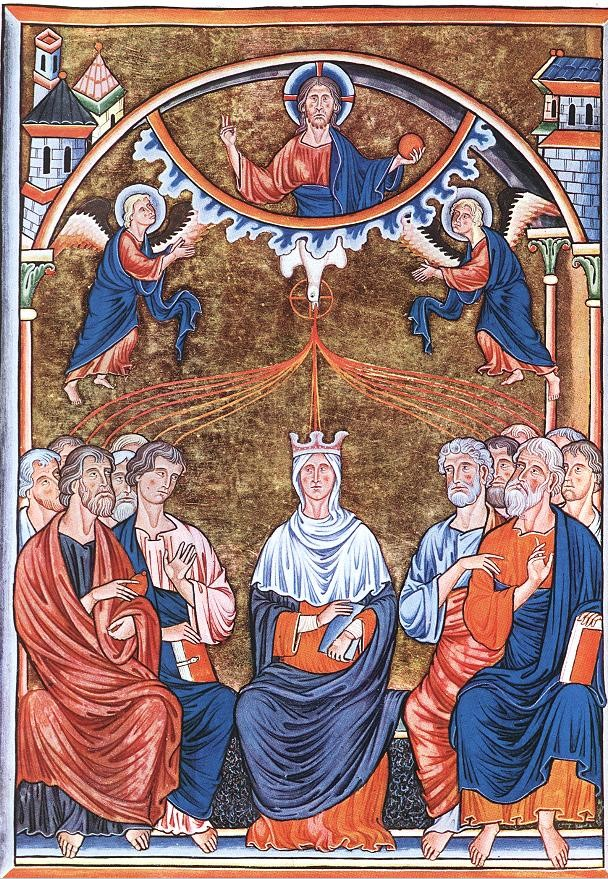
La Pentecôte, f.32v.

Deux mains sont généralement distinguées dans les miniatures du livre : un artiste au style plus ancien et un autre au style plus moderne, qui se retrouve particulièrement dans la miniature de la Pentecôte. Leur style se rapproche de la Châsse des Rois mages de Cologne ainsi que d'un évangéliaire de l'église Saint-Martin de Cologne. Il pourrait s'agir selon Patricia Stirnemann d'artistes ayant une formation d'orfèvres à Cologne et venus travailler en France, particulièrement à Soissons ou Noyon. Ils seraient également intervenus dans plusieurs manuscrits dans ces villes ou à Paris.

Autres manuscrits décorés par les artistes du psautier
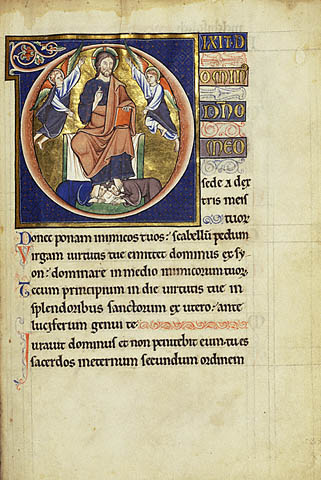
Psautier de Noyon, Getty Center, Ms.66
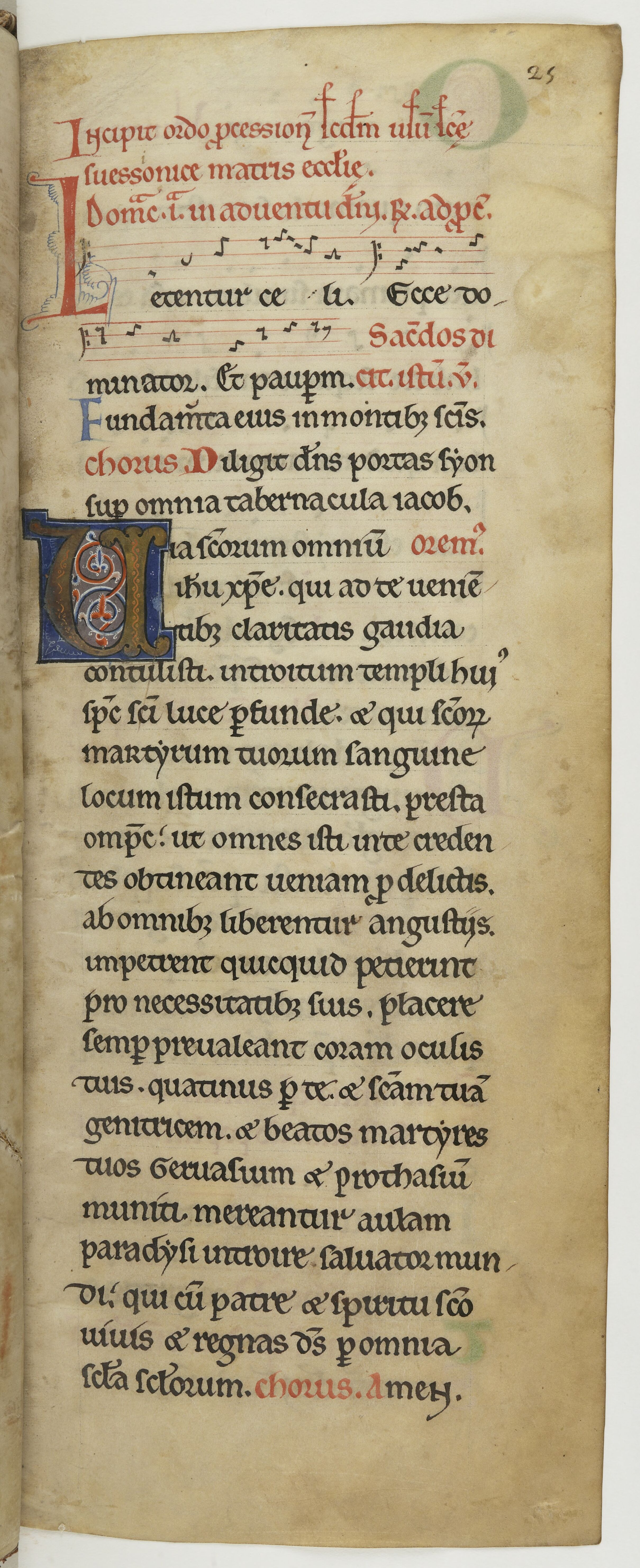
Cérémonial de Nivelon de Quierzy, BNF Lat8898
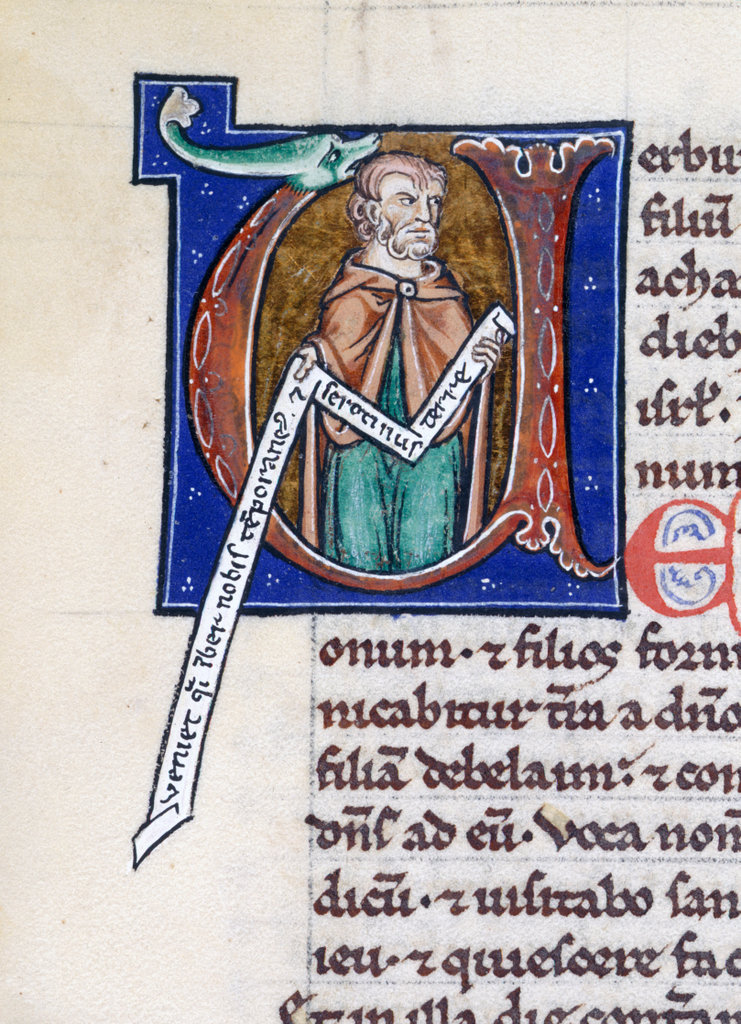
Lettrine d'une bible, British Library, Add.15452, f.316v
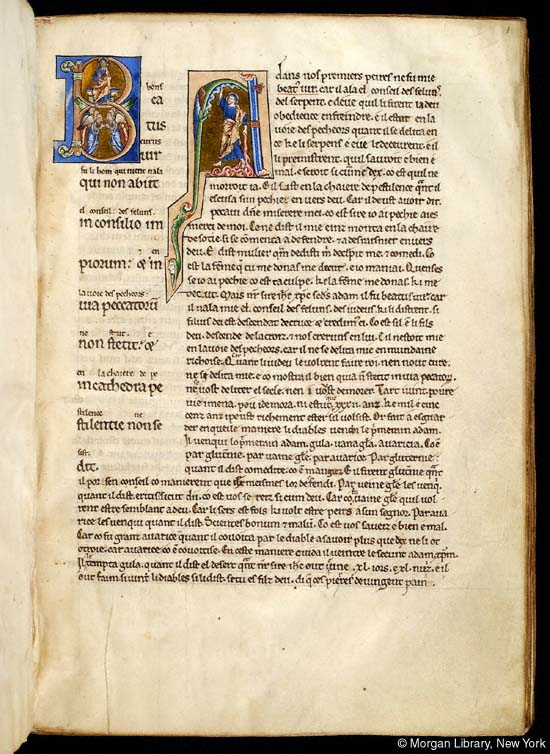
Commentaires sur les psaumes, Morgan Library and Museum, M.338